# 세계의 주인
"세계의 주인"(영어: The World of Love)은 2025년 개봉 예정인 대한민국의 드라마 영화로, 윤가은이 감독과 각본을 맡았다.